# تاباكولو سبلماني
تاباكولو سبلماني (الاسم العلمي: Scytalopus spillmanni) (بالإنجليزية: Spillmann's Tapaculo)‏ هو نوع من الطيور يتبع جنس التاباكولو من فصيلة التاباكولات.